# Даґ Кокл
Даґ Кокл (англ. Doug Cockle) — американський актор і режисер-фрілансер.
Кокл відомий своїми ролями у відеоіграх, зокрема Ґеральта з Рівії в серії відеоігор Відьмак. Він був номінований на Game Award за найкращу роль у 2015 і отримав нагороду Golden Joystick Award за найкращу роль у 2016 році за виконання ролі Ґеральта з Рівії в Відьмак 3: Дикий гін.

## Фільмографія

### Фільми
| Рік  | Назва                          | Роль                      | Примітки          | Дж.   |
| ---- | ------------------------------ | ------------------------- | ----------------- | ----- |
| 2001 | Кравець з Панами               | Пентагон Ейд              |                   |       |
| 2002 | Влада вогню                    | Гуш                       |                   |       |
| 2004 | London Voodoo                  | Лінкольн Метерс           |                   |       |
| 2004 | Хлопчик з кальцію              | репортер Новин            |                   |       |
| 2005 | Dot.Kill                       |                           |                   |       |
| 2011 | Капітан Америка: Перший месник | молодий лікар             |                   |       |
| 2014 | Dark Noir                      | Вінснт Блек (голос)       | короткометражка   |       |
| 2015 | Survivor                       |                           |                   |       |
| 2016 | Злочинець                      | Керівник видобувної групи |                   |       |
| 2025 | Відьмак: Сирени глибин         | Ґеральт з Рівії           | анімаційний фільм | [ 6 ] |
| 2025 | Хижак: Вбивця вбивць           | Ейнар                     | анімаційний фільм |       |

### Серіали
| Рік  | Назва             | Роль              | Примітки | Дж. |
| ---- | ----------------- | ----------------- | -------- | --- |
| 2001 | Брати по зброї    | Отець Джон Малоні | 2 серії  |     |
| 2003 | The Second Coming |                   | 1 серія  |     |
| 2004 | Murphy's Law      | Квірелл           | 1 серія  |     |

### Відеоігри
| Рік  | Назва                                | Роль                     | Примітки                 | Дж.    |
| ---- | ------------------------------------ | ------------------------ | ------------------------ | ------ |
| 2001 | Independence War 2: Edge of Chaos    | Кал                      |                          |        |
| 2002 | TimeSplitters 2                      | додаткові голоси         |                          |        |
| 2002 | Twin Caliber                         | шериф Фортман            |                          |        |
| 2002 | Archangel                            | Міхаель Травінські       | Дубляж англійською мовою |        |
| 2003 | The Great Escape                     | додаткові голоси         |                          |        |
| 2003 | Chaser                               | додаткові голоси         |                          |        |
| 2003 | AquaNox 2: Revelation                | Генк Белловс             |                          |        |
| 2003 | Conflict: Desert Storm II            | US Бредлі                |                          |        |
| 2004 | Urban Freestyle Soccer               |                          |                          |        |
| 2004 | Second Sight                         | Директор Генсон          |                          |        |
| 2004 | Yager                                | Магнус Тайд              |                          |        |
| 2005 | Perfect Dark Zero                    | додаткові голоси         |                          |        |
| 2007 | Відьмак                              | Ґеральт з Рівії          | Дубляж англійською мовою | [ 7 ]  |
| 2010 | Dead Nation                          | Джек МакКріді            |                          |        |
| 2011 | Відьмак 2: Убивці королів            | Ґеральт з Рівії          | Дубляж англійською мовою | [ 8 ]  |
| 2011 | Driver: San Francisco                | диспетчер поліції        |                          |        |
| 2011 | The Book of Unwritten Tales          | Натаніель Боннет         | Дубляж англійською мовою |        |
| 2013 | Dark                                 | Ерік Бейн                |                          |        |
| 2015 | Randal's Monday                      | Мел / Боб                |                          |        |
| 2015 | The Book of Unwritten Tales 2        | Натаніель Боннет         | Дубляж англійською мовою |        |
| 2015 | Відьмак 3: Дикий гін                 | Ґеральт з Рівії          | Дубляж англійською мовою | [ 9 ]  |
| 2015 | Victor Vran                          | Віктор Вран              | Дубляж англійською мовою |        |
| 2015 | Blues and Bullets                    | Еліот Несс / Незнайомець |                          | [ 10 ] |
| 2015 | Відьмак 3: Дикий Гін – кам'яні серця | Ґеральт з Рівії          | Дубляж англійською мовою | [ 11 ] |
| 2016 | Відьмак 3: Дикий Гін – кров і вино   | Ґеральт з Рівії          | Дубляж англійською мовою | [ 12 ] |
| 2017 | Horizon Zero Dawn                    | додаткові голоси         |                          |        |
| 2017 | SpellForce 3                         | Сентенза Норія           | Дубляж англійською мовою |        |
| 2018 | SMITE                                | Чорнобог                 |                          |        |
| 2018 | State of Mind                        | Річард Нолан             | Дубляж англійською мовою |        |
| 2018 | RuneScape                            | Солак, Хранитель Гаю     |                          |        |
| 2018 | Soulcalibur VI                       | Ґеральт з Рівії          | Дубляж англійською мовою |        |
| 2019 | Monster Hunter: World                | Ґеральт з Рівії          | Дубляж англійською мовою |        |
| 2019 | Euro Truck Simulator 2               | голос GPS                | Дубляж англійською мовою | [ 13 ] |
| 2019 | Gibbous - A Cthulhu Adventure        | М'ясник                  |                          |        |
| 2019 | Terminator: Resistance               | Колін                    |                          |        |
| 2020 | SMITE                                | Хоу Ї                    |                          |        |
| 2020 | Desperados III                       | Барон                    |                          |        |
| 2021 | King's Bounty II                     | Айвар                    |                          |        |
| 2021 | Empires in Ruins                     | Сержант Ганс Геймер      |                          |        |
| 2021 | Tails of Iron                        | оповідач                 |                          | [ 14 ] |
| 2022 | Arcade Paradise                      | батько Ешлі              |                          |        |
| 2022 | God Souls                            | Хаос                     |                          |        |
| 2023 | Hunt: Showdown                       | Джон Віктор              | Дубляж англійською мовою | [ 15 ] |
| 2023 | Baldur's Gate III                    | Баал                     |                          | [ 16 ] |
| 2023 | Alan Wake 2                          | Роберт Найтінґейл        |                          | [ 16 ] |
| 2023 | Payday 3                             | Байл                     |                          | [ 16 ] |
| 2024 | The First Descendant                 | Аякс                     |                          | [ 17 ] |
| 2025 | Tails of Iron 2: Whiskers of Winter  | Оповідач                 |                          | [ 18 ] |
| 2025 | The Alters                           | Теренс Максвел           |                          | [ 19 ] |
| 2025 | Dead by Daylight                     | Ґеральт з Рівії          | Косметичний набір        | [ 20 ] |
| ЩНВ  | The Witcher IV                       | Ґеральт з Рівії          |                          | [ 21 ] |